# Corynoptera minutula
Corynoptera minutula är en tvåvingeart som först beskrevs av Johannes Winnertz 1867.  Corynoptera minutula ingår i släktet Corynoptera och familjen sorgmyggor.
Artens utbredningsområde är Tyskland. Inga underarter finns listade i Catalogue of Life.